# Theo Diegelmann
 Theo Diegelmann  (* 23. November 1939) ist ein ehemaliger deutscher Fußballspieler, der von 1964 bis 1972 insgesamt 266 Spiele als Torwart in der Regionalliga bestritt, 134 davon für den SSV Reutlingen in der Regionalliga Süd. Dreimal konnte Diegelmann sich mit seinen Vereinen für die Aufstiegsrunde zur Bundesliga qualifizieren. Beim dritten Mal gelang der Aufstieg, doch blieb Diegelmann ein Einsatz in der Bundesliga verwehrt.

## Laufbahn
Seine erste Saison im halbprofessionellen Fußball spielte Diegelmann im Gründungsjahr der Regionalliga als Unterbau der ebenfalls neugeschaffenen Bundesliga in der Saison 1963/64 für Borussia Fulda in der Regionalliga Süd, einem Verein, der in den Jahren zuvor in der 2. Oberliga Süd angetreten war. Dort kam Diegelmann als Nr. 1 in allen 38 Ligaspielen zum Einsatz. Am Ende der Spielzeit reichte es für die Osthessen jedoch nicht zum Klassenerhalt und der Tormann wechselte innerhalb der Liga zum Spitzenklub SSV Reutlingen. Beim SSV übernahm er gleich in seiner ersten Saison den Stammplatz im Tor und kam erneut in allen Ligaspielen zum Einsatz. Der SSV spielte mit Diegelmann eine gute Saison und konnte sich als Tabellenzweiter hinter Bayern München für die Aufstiegsrunde zur Bundesliga qualifizieren. Auch dort hütete Diegelmann in allen Spielen das Reutlinger Tor. Die Erwartungen konnten zwar wiederum übertroffen werden, schließlich fehlte aber ein Punkt auf Borussia Mönchengladbach zum Bundesligaaufstieg. In den folgenden drei Jahren war er weiterhin Stammtorwart der Württemberger, doch reichten die Platzierungen als 8., 6. und 3. nicht für die Qualifikation zur Aufstiegsrunde. In seiner letzten Reutlinger Spielzeit konnte er mit dem SSV das Achtelfinale im DFB-Pokal erreichen, das vor 18.000 Zuschauern im Stadion an der Kreuzeiche mit 1:3 (1:1) gegen Borussia Dortmund verloren ging.
Zur Saison 1968/69 wechselte Diegelmann in die Regionalliga West zum VfL Bochum. Während im ersten Jahr die Qualifikationsrunde als Dritter punktgleich hinter Rot-Weiss Essen knapp verpasst wurde, gelang dieser Zwischenerfolg in den beiden folgenden Spielzeiten als Meister. Scheiterten die Westdeutschen im ersten Anlauf mit Diegelmann im Tor noch an Kickers Offenbach, gelang den Bochumern dann im Folgejahr 1971 der Aufstieg und das 22-jährige Bundesligakapitel des VfL als Die Unabsteigbaren begann; das jedoch ohne Diegelmann, der in seiner dritten Saison im Ruhrgebiet seinen Stammplatz an den Nachwuchsmann Hans-Jürgen Bradler verloren hatte und zurück in die Regionalliga Süd zum 1. FC Nürnberg wechselte. Nach nur einem Jahr und einer für den damaligen deutschen Rekordmeister katastrophalen Saison im Mittelmaß der Zweitklassigkeit – 1968 hatte der Club noch seine neunte und bislang (2018) letzte deutsche Meisterschaft gewonnen – beendete Theo Diegelmann 1972 seine Karriere als Vertragsspieler im 33. Lebensjahr.

## Erfolge
- Vizemeister der Regionalliga Süd mit dem SSV Reutlingen 1965
- Meister der Regionalliga West mit dem VfL Bochum 1970 und 1971
- Aufstieg in die Bundesliga mit dem VfL Bochum 1971